# Chloris
Chloris  Sw. é um género botânico pertencente à família Poaceae, subfamília Chloridoideae, tribo Cynodonteae.
Suas espécies ocorrem na África, Ásia, Australásia, Pacífico, América do Norte e América do Sul.

## Sinônimos
| - Actinochloris Steud. (SUI) - Agrostomia Cerv. - Apogon Steud. (SUI) | - Chlorostis Raf. (SUS) - Geopogon Steud. (SUI) - Heterolepis Boiss. (SUI) |

## Espécies
- Chloris argentina (Hack.) Lillo et Parodi
- Chloris barbata (L.) Sw.
- Chloris elegans Humb., Bonpl. et Kunth
- Chloris gayana Kunth
- Chloris radiata (L.) Sw.
- Chloris truncata R. Br.
- Chloris virgata Sw.